# Genesius din Roma
Genesius din Roma (n. 284, Etiopia – d. 303, Roma) este un sfânt creștin, comediant și actor care a jucat în piese care batjocoreau creștinismul. Potrivit istoriei, în timp ce juca într-o piesă în care își bătea joc de botez, a avut o experiență pe scenă care l-a convertit. Și-a proclamat noua credință și a refuzat cu fermitate să renunțe la ea, chiar și atunci când împăratul Dioclețian i-a poruncit să facă acest lucru.

## Hagiografie
Există o hagiografie a lui care datează din secolul al VI-lea. Genesius, comediant de curte la Roma în timpul imperiului lui Dioclețian, a fost odată invitat împreună cu tovarășii săi de însuși împăratul să imite Botezul creștin într-o formă burlescă. Prin urmare, Genesius s-a prefăcut că este un om care cere botezul pe patul de moarte. Dar când apa de botez a atins fruntea lui Genesius, a avut o viziune în care s-a convertit cu adevărat la creștinism și a acceptat Botezul, care a început ca o farsă, ca adevăratul său botez. Din nou ca o farsă, a fost apoi prins de soldați și adus în fața împăratului și acuzat că aparține unei religii ilicite, dar aici, conform hagiografiei, Genesius a făcut un act public de credință creștină, acuzându-se în fața lui Dioclețian. Dioclețian, când și-a dat seama că farsa s-a terminat, l-a biciuit pe Genesius și l-a predat prefectului Plautian, care i-a rupt coastele și i-a tăiat capul. În timpul durerilor martiriului, Genesius a tot repetat: „Nu există alt Dumnezeu decât cel pe care am avut norocul să-l cunosc. Nici nu ador și nici nu slujesc pe nimeni altul decât pe el: voi fi mereu unit numai cu el, chiar dacă trebuie să sufer o mie de morți.”

## Cult
Sărbătoarea lui este pe 25 august, laolaltă cu aniversarea a altor doi sfinți pe nume Genesius: episcopul de Arles și episcopul de Brescello. Această coincidență de-a lungul secolelor a contribuit la deruta în privința identității tuturor celor trei sfinți.
Trupul său a fost îngropat de-a lungul Via Tiburtina. Moaștele sale se găsesc parțial în San Giovanni della Pigna, parțial în biserica Santa Susanna de la Băile lui Dioclețian, parțial în biserica dedicată lui din Palazzo Canavese, parțial în capela San Lorenzo din Bazilica Santa Sabina și parțial în San Ginesio în colegiata Santa Maria Assunta. Povestea lui s-a răspândit pe scară largă în secolul al V-lea, iar cultul său s-a propagat în toată Europa, dar a fost canonizat abia în 741 de către Papa Grigore al III-lea.
I-a fost dedicată celebra Abație Saint-Génis-des-Fontaines din Franța în secolul al VIII-lea. Cultul său în Italia, precum și în Roma este foarte răspândit și în Alto Adige unde găsim mai multe biserici dedicate lui, precum parohia San Genesio Atesino și La Valle.